# Hällebräken
Hällebräken (Woodsia ilvensis) är en växtart i familjen ormbunksväxter.